# 선행초등학교
선행초등학교는 대한민국 경기도 수원시 권선구에 있는 공립 초등학교이다.

## 학교 연혁
- 2011년 1월 10일 학교 설립인가
- 2011년 10월 1일 선행초등학교 개교
- 2011년 10월 1일 초대 김재열 교장 취임
- 2011년 10월 1일 6학급 편성(병설유치원 1학급 편성)
- 2012년 2월 16일 선행초등학교 제1회 졸업(졸업생 41명)
- 2012년 3월 1일 선행초등학교 18학급 편성(병설유치원 2학급편성)
- 2012년 5월 25일 뉴질랜드 오클랜드 Blockhouse Bay Intermediate School 과 자매결연
- 2013년 3월 1일 선행초등학교 21학급 편성(병설유치원 2학급편성)
- 2013년 3월 1일 경기도 교육청 지정 혁신학교 운영
- 2014년 3월 1일 22학급 편성(병설유치원 1학급편성)
- 2014년 9월 1일 선행초등학교 제2대 이석봉 교장 취임
- 2015년 3월 1일 23학급 편성(병설유치원 1학급편성)
- 2015년 12월 28일 학부모 학교참여 공모전 우수(부총리겸 교육부장관)
- 2015년 12월 31일 경기혁신교육 구현 교육과정지원 우수교
- 2016년 12월 31일 경기혁신학교 우수 운영교 표창(경기도교육감)
- 2017년 3월 1일 29학급 편성(병설유치원 1학급편성)
- 2018년 3월 1일 27학급 편성(병설유치원 1학급편성)
- 2018년 9월 1일 선행초등학교 제3대 이성호 교장 취임
- 2019년 3월 1일 27학급 편성(병설유치원 1학급편성)
- 2020년 3월 1일 28학급 편성(병설유치원 1학급편성
- 2021년 3월 1일 29학급 편성(병설유치원 1학급편성
- 2022년 3월 1일 28학급 편성(병설유치원 1학급편성

## 참고 자료
- 선행초등학교 - 한국교육학술정보원 학교알리미